# Азербайджанская школа (журнал)
«Азербайджанская школа» (азерб. Azərbaycan məktəbi, англ. Azerbaijan Journal of Educational Studies) (ISSN 0134-3289) — первый и самый долголетний научно-теоретический, педагогический журнал Министерства образования Азербайджанской Республики. Журнал в 1924—1930 годах выпускался под названием «Новая школа», в 1930—1943 годах — «Помощь учителю», а с 1943 года носит название «Азербайджанская школа».

## О журнале
«Азербайджанская школа» — самый долголетний академический журнал в истории педагогической прессы Азербайджана. На протяжении 95 лет журнал играл важную роль в модернизации системы образования, повышении качества образования, продвижении передовых методов и форм обучения, изучении и распространении передового опыта, представлении взглядов и идей выдающихся ученых, формировании научного и педагогического мышления.
Журнал публикует статьи представителей научного сообщества, преподавателей, психологов по актуальным вопросам философии и истории образования. В 2018 году в журнале были начаты новые реформы по поручению министра Образования Азербайджанской Республики Джейхуна Байрамова. Его дизайн, подготовка и публикация статей были приведены в соответствие с научными стандартами, принятыми ведущими мировыми научными журналами в области образования и был создан веб-сайт журнала. На сайте создана и заархивирована электронная база данных выпусков, изданных с 1924 года по настоящее время. В настоящее время сайт журнала представлен мировому сообществу на английском языке. Электронные архивы научных журналов, такие как CiteFactor, Index Copernicus, ResearchGate, DOAJ, Ideal Online, SOBIAD стали признаваться и приниматься индексирующими агентствами. В данный момент журнал «Азербайджанская школа» направлен на применении самых современных стандартов для доступа к наукометрической платформе Web of Science, планирует публиковать статьи по актуальным вопросам образования, по изучению передового опыта, по теоретических и концептуальных вопросов образования принятых в мире.
«Азербайджанская школа» как международный журнал под названием «Azerbaijan Journal of Educational Studies» уже публикует научные статьи многих ученых с мировой арены. Журнал с решением Высшей Аттестационной Комиссии при Президенте Азербайджанской Республики был включен в список рекомендованных публикации для основных результатов диссертаций и был удостоен премии имени академика Мехти Мехтизаде.

## Дополнительные методические сборники
Впервые среди бывших советских республик в разные годы было издано 8 дополнительных методических сборников к журналу «Азербайджанская школа». Эти методические сборники постоянно находились в центре внимания как энциклопедическое собрание педагогико-методических знаний. Некоторые из этих методических сборников («Начальная школа и дошкольное воспитание», «Преподавание азербайджанского языка и литературы», «Преподавание информатики, математики и физики») публикуются до сегодняшнего дня.
Дополнительные методические журналы:
- «Русский язык и литература в Азербайджане» (1947)
- «Преподавание азербайджанского языка и литературы» (1954)
- «Преподавание физики и математики» (1954)
- «Преподавание химии и биологии» (1956)
- «Труд и политехническое обучение» (1958)
- «Преподавание истории, общества, географии» (1964)
- «Начальная школа и дошкольное образование» (1970)
- «Физическое воспитание в школе» (1976)

Следует отметить, что до публикации дополнительных методических пособий по предметам новые идеи в области методики доводились до образовательного сообщества только через этот журнал.

## «Азербайджанская школа» в годы независимости

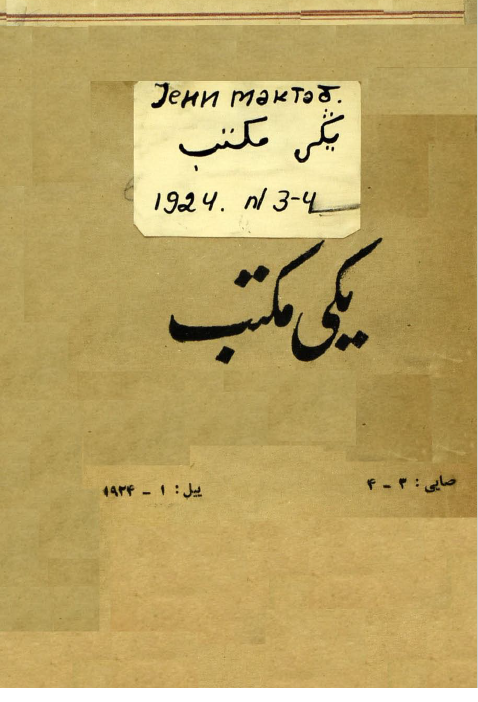
Новая Школа 1966 Cover Page

В первые годы независимости Азербайджана журнал «Азербайджанская школа» столкнулся со многими проблемами и даже угрозой закрытия. Лишь после возвращения по воле народа общенационального лидера Гейдара Алиева к руководству, установления стабильной ситуации и курса постоянного развития в стране, вновь появились возможности и условии для деятельности педагогических печатных органов (как и многих других отраслей образования), в том числе журнала «Азербайджанская школа». Сегодня журнал способствует успешным реформам в системе образования Азербайджана. Внимание и забота азербайджанского государства к образованию — основная тема публикуемых статей в журнале."Азербайджанская школа" выпускается 4 раза в год. В журнале занимают ведущее место статьи об образовательных реформах, а также тенденциях современного развития.

## Знаменитости сотрудничающие с журналом
Известные деятели научно-общественного мнения Азербайджана — Бакир Чобанзаде, Мамед Саид Ордубади, Абдулла Шаиг, Таги Шахбази Симург, Узеир Гаджибеков, Мирза Ибрагимов, Мамед Ариф, Мамед Джафар, Ашраф Гусейнов, Мамедага Ширалиев, Абдулазал Дамирчизаде, Аббасгулу Аббасзаде, Максуд Джавадов, Джумшуд Зульфугарлы, Мехти Мехтизаде, Ахмад Сеидов, Агаммед Абдуллаев, Фейзулла Гасымзаде, Хамид Араслы, Акбар Байрамов, Будаг Будагов, Мардан Мурадханов, Башир Ахмедов, Юсиф Талыбов, Алигейдар Гашимов, Аждар Агаев, Абдул Ализаде, Гусейн Ахмедов, Нураддин Казымов, Яхья Каримов и другие установили тесное сотрудничество с журналом. В 1970—1980-х годах журнал «Азербайджанская школа» был одним из самых влиятельных педагогических изданий СССР. Работы известных учёных-педагогов бывшего Советского Союза (министр просвещения СССР Михаил Прокофьев, видные российские учёные, академики Юрий Бабанский, Артур Петровский, Мирза Махмутов, Владимир Адорацкий, Валерий Алексеев, Алексей Бодалёв, Владимир Фаворский, Иван Каиров, члены-корреспонденты АПН СССР Даниил Эльконин, Александр Католиков, проф. Борис Комаровский, Павел Якобсон, Михаил Абрамов, Алексей Амосов, Леб Ительсон, Надежда Крупская, академик Александр Маковельский, грузинский академик Шалва Амонашвили) систематически включаются в страницы журнала. Ведущие научно-педагогические издании Советского Союза последовательно цитировали статьи опубликованные в журнале «Азербайджанская школа» и размещали научные статьи на страницах своих журналов.

## Из сказанных о журнале
Азербайджанский советский писатель, драматург, общественный деятель Мирза Ибрагимов писал, ссылаясь на 40-е годы XX века:
«… В то время наши школы и учителя чем когда-либо прежде больше нуждались в литературе, особенно в газетах и журналах, которые регулярно передавали информацию об обучение. Моральные требования учителей, всех педагогов, желание глубоко освоить педагогическими науками, важные вопросы обучения и воспитания, необходимость научных статей подробное освещение школьной жизни требовало печати специального журнала. Таким образом, появился журнал „Азербайджанская школа“ … В эти годы я считаю, что вклад журнала сыграл очень большую роль в развитие нашей педагогической мысли, улучшение системы образования в нашей стране, подготовку и развитие педагогических научных кадров».

## Рубрики журнала
- «История образования»
- «Философия образования»
- «Международный опыт»
- «Педагогическая психология»
- «Экономика образования»
- «Управление образования»
- «Куррикулум, инновации»
- «Методика, передовой опыт»

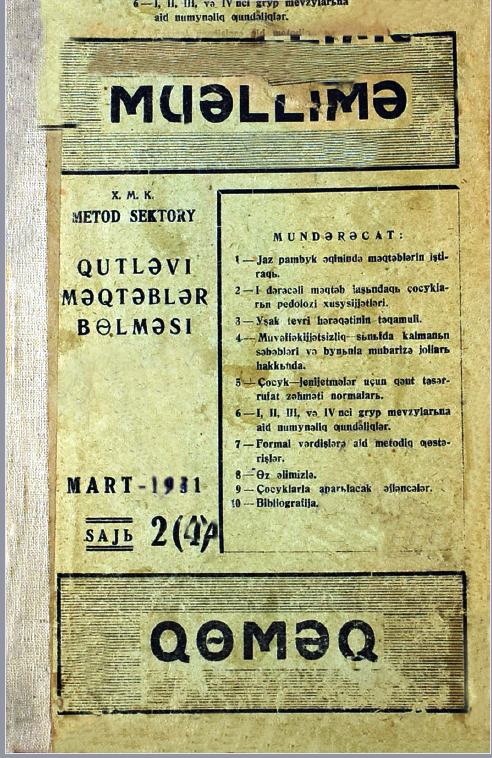
Помощь учителю 1931

- «Новое поколение учебников, новые издания»

## Главные редакторы журнала
Первым главным редактором журнала был Мустафа Гулиев (1924—1928). Затем Аббас Султанов (1928—1929), Гылынджинский (1930), Микаил Рахимли (1932), Панах Гасымов (1935—1936), Исмаил Гасымов (1937—1940), Рустам Гусейнов (в конце 1940), Лалазар Мустафаева (1941—1943), А. М. Гафарли (1947), Рустам Гусейнов (1948—1963), Акбар Мирзаев (1963—1974), Аждар Агаев (1974—1981), Захра Алиева (1981—2006), Наджаф Наджафов (2006 −2018), Рахиль Наджафов (2018—2021).
В настоящее время Главный редактор журнала — Арзу Солтан.

## Члены редакционной коллегии журнала

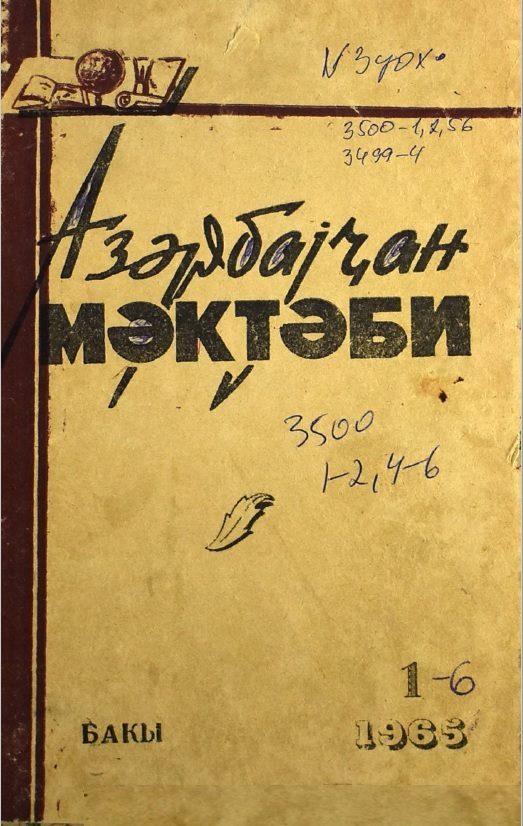
Азербайджанская школа 1966

## Члены редакционной коллегии журнала[3]
- Арзу Солтан
- Насраддин Мусаев
- Тариель Сулейманов
- Галиб Шарифов
- Эльмина Казымзаде
- Абульфаз Сулейманлы
- Интигам Джабраилов
- Лейла Исмайлова
- Севиндж Мамедова
- Ульвия Микаилова
- Вафа Каздаль
- Вафа Ягублу

## Члены международного редакционного совета
- Проф. Др. Азиз Санджар
- Проф. Др. Тейлор Аманда
- Проф. Др. Анна Кирвалидзе
- Проф. Др. Джафар Джафаров
- Проф. Др. Джихангир Доган
- Проф. Др. Анвар Аббасов
- Проф. Др. Фаррух Рустамов
- Проф. Др. Хикмет Ализаде
- Проф. Др. Ильхам Ахмедов
- Проф. Др. Ильхам Мамедзаде
- Проф. Др. Ирфан Эрдоган
- Проф. Др. Иса Хабиббейли
- Др. Махмут Читил
- Проф. Др. Мауро Моцерино
- Др. Махаббат Валиева
- Проф. Др. Масуд Эфендиев
- Проф. Др. Наталья Шевченко
- Проф. Др. Салахаддин Халилов
- Проф. Др. Татьяна Рябова
- Проф. Др. Татьяна Василенко
- Проф. Др. Вагиф Дейрушевич Байрамов
- Проф. Валерий Киричук
- Проф. Юрий Зинченко

## В международных научных индексах
С 2018 года по рекомендации Министерства Образования применяются новые стандарты в области разработки и приема статей, оформления и размещения статей в журнале. Журнал индексируется в престижных международных научных индексах и основан на фундаментальном научном направлении, стремлении к инновациям и оставаясь верным своим традициям. В настоящее время журнал имеет индексы, такие как ResearchGate, Index Copernicus, Google Scholar, CiteFactor, DOAJ, Index Copernicus International, Idealonline, RINC. Цель журнала на ближайшее будущее — войти в список авторитетных научных базы данных — SCOPUS, Web of Science, а также в список «Social Science Citation», который представляет собой базы данных авторитетных научных статей в области педагогики. Важнейшая задача для достижения этой цели — добиться опубликовании научных статей всемирно известных ученых в Азербайджане и во всем мире и учителей с богатым педагогическим опытом соответствующих международным стандартам.